# Annie Oakley (film, 1894)
Annie Oakley je americký němý film z roku 1894. Režisérem je William Kennedy Dickson (1860–1935). Natáčení probíhalo 1. listopadu 1894 ve studiu Černá Marie pomocí Edisonova kinetoskopu. Film trvá necelou půlminutu a zobrazuje Annie Oakleyovou (1860–1926), jak střílí na terč s disky. Dále je ve filmu její asistent, asi její manžel Frank E. Butler, který hazí do vzduchu skleněné kuličky, které se Annie taktéž snaží zasáhnout. 
Snímek je považován za první westernový film. Jedná se o jeden z prvních snímků, na kterém je žena. Film je volným dílem.